# Ушицкий уезд
У́шицкий (Новоу́шицкий) уе́зд — административная единица в составе Подольской губернии Российской империи, существовавшая c 1795 года по 1923 год. Административный центр — город Новая Ушица (до 1829 года — Летневцы).

## География
Уезд располагался на юге современной Хмельницкой области, сопоставим с современным Новоушицким районом.

## История
Уезд образован в 1795 году в составе Подольского наместничества. В 1797 году уезд вошёл в состав Подольской губернии. В 1923 году уезд был расформирован, на его территории образован Новоушицкий район Каменец-Подольского округа.

## Население
По переписи 1897 года население уезда составляло 284 253 человек, в том числе в городе Новая Ушица — 6371 жит., в заштатных городах Старая Ушица — 4176 жит., Вербовец — 2311 жит.

### Национальный состав
Национальный состав по переписи 1897 года:
- украинцы (малороссы) — 188 830 чел. (84,6 %),
- евреи — 25 437 чел. (11,4 %),
- русские — 5173 чел. (2,3 %),
- поляки — 2666 чел. (1,2 %),

## Административное деление
В 1913 году в состав уезда входило 15 волостей: 
| - Грушецкая — с. Грушка, - Дунаевецкая — м. Дунаевцы, - Калюсская — м. Калюс, - Капустянская — с. Капустяны, - Китай-Городская — м. Китай-Город, - Косиковецкая — с. Косиковцы, - Лысецкая — м. Жванчик, - Миньковецкая — м. Миньковцы, | - Мукаровская — с. Подлесный Мукаров, - Мурованно-Куриловецкая — м. Мурованные Куриловцы, - Осламовская — с. Осламов, - Пилипковецкая — с. Пилипковцы, - Рахновецкая — с. Рахновка, - Солобковецкая — м. Солобковцы, - Стругская — ст. Струги. |